# Маджоріно Віголунго
Маджоріно Віголунго (6 травня 1904 р. — 27 липня 1918 р.) — Слуга Божий.

## Біографія

### Родина
Народився у Беневелльо д'Альба, місцевості у П'ємонті — Верхній Італії, в горах на південний схід від Турина у бідній італійській селянській родині Франческо Віголунго та Секондіни з дому Калерара. Перша дружина Франческо та єдина дитина рано померли, тож він залишився вдівцем. З другою дружиною — Секондіною, в нього було шестеро дітей, двоє близнят з яких — померли. Маджоріно був другою дитино в родині.

### Дитинство
На другий день після народження — 8 травня 1904 року в парафіяльній церкві Сан-П'єтро-ін-Вінколі (італ. San Pietro in Vincoli — святий Петро в кайданах) з рук настоятеля Луїджі Бровіа й отримав ім'я Маджьоре Секондо. Ім'я Мадьжоре — так звали святого єпископа з Акуї, а ім'я Секондо вибране в честь другого покровителя парафії — святого мученика Секунда.
З раннього віку був дуже релігійним. У жовтні 1910 року, у віці 6 років пішов до школи, де відзначався жвавістю та розумом та невдовзі став найкращим учнем. Також у шість років вперше пішов до сповіді, а вже після річної підготовки, у віці семи років, прийняв Святе Причастя. 20 травня 1913 року разом із сестрою Розіною отримали Таїнство Миропомазання у парафіальній церкві. Прислуговував на Богослужіннях як міністрант.

### Знайомство із блаженним Яковом Альберіоне
Вирішальною для подальшого життєвого шляху Маджоріно була зустріч з молодим священником Яковом Альберіоне, що став для нього провідником і духовим отцем. Дон Джакомо Альберіоне, якого називали «богословом», за дорученням єпископа прибув у Беневелло для допомоги старенькому сільському священнику в неділі і свята сповідати, проповідувати, звершувати богослужіння. Під час їхньої першої зустрічі Маджоріно було сім років, а отцю — 26. Через чотири роки — у 1914 році, отець Альберіоне засновує Товариство святого Павла (лат. Pia Societa San Paolo) — одне з найвидатніших діл свого життя, — об'єднання священників та братів, що разом із спільнотою монахинь та об'єднанням сімей у дусі засновника творять Родину Святого Павла.
Отець Альберіоне розпізнав у хлопцеві надзвичайну набожність, інтелігентність, благородство і ревність у прагненні до святості. Священник ділився з ним своїми планами та проектами, а особливо про бажання поширювати віру та добро за допомогою книг та часописів. Розгледівши у ньому неймовірний потенціал, отець Альберіоне запропонував Маджоріно молитись щовечора три «Радуйся, Маріє» щоб Богородиця допомогла розпізнати йому своє покликання. Відтоді в країнах де поширене Товариство Святого Павла, з'явився звичай рекомендувати молоді молитись цю молитву за заступництвом отця Альберіоне та Маджоріно Віголунго за правильний вибір життєвої дороги.

### Відповідь на поклик Бога
15 жовтня 1916 р. вступив до новоствореної Друкарської Школи (італ. Scuola Tipografica Editrice), заснованої в Альбі о. Яковом Альберіоне, в якій юнаки навчались друкарської майстерності, де працював при друкарському верстаті. Друкарня знаходилась на відстані 14 км від його дому, тож йому неодноразово доводилось долати цю відстань.
Близько двох років належав до чернечого дому св. Павла, відвідуючи другий та третій класи гімназії інституту. Формацією хлопця займались двоє священників: Дон Тимотео Джаккардо (перший священник спільноти, проголошений у 1989 році блаженним) та дон Франциск Кьєза.

### Хвороба та смерть
У травні 1918 року захворів на пневмонію, лікувався в лікарні у Альбі, після перебування в лікарні лікувався вдома під доглядом сім'ї. В липні відчував себе настільки краще, що на короткий час відвідував будинок Згромадження. Однак 18 липня проявились ознаки важкої форми запалення головного мозку — менінгіту, його стан видимо погіршувався. 27 липня 1918 року молодий Маджоріно помер. Похований 29 липня у рідній місцевості. У 1933 році тлінні останки були перевезені на цвинтар в Альбі, а в 1952 році переміщені в каплицю Товариства Святого Павла поруч із цвинтарем в Альбі.

### Беатифікація
Беатифікаційний процес, розпочатий у 1961 році, досяг свого завершення 28 березня 1988 року указом папи Івана Павла II про визнання Маджоріно Віголунго Слугою Божим.